# Sanja Grohar

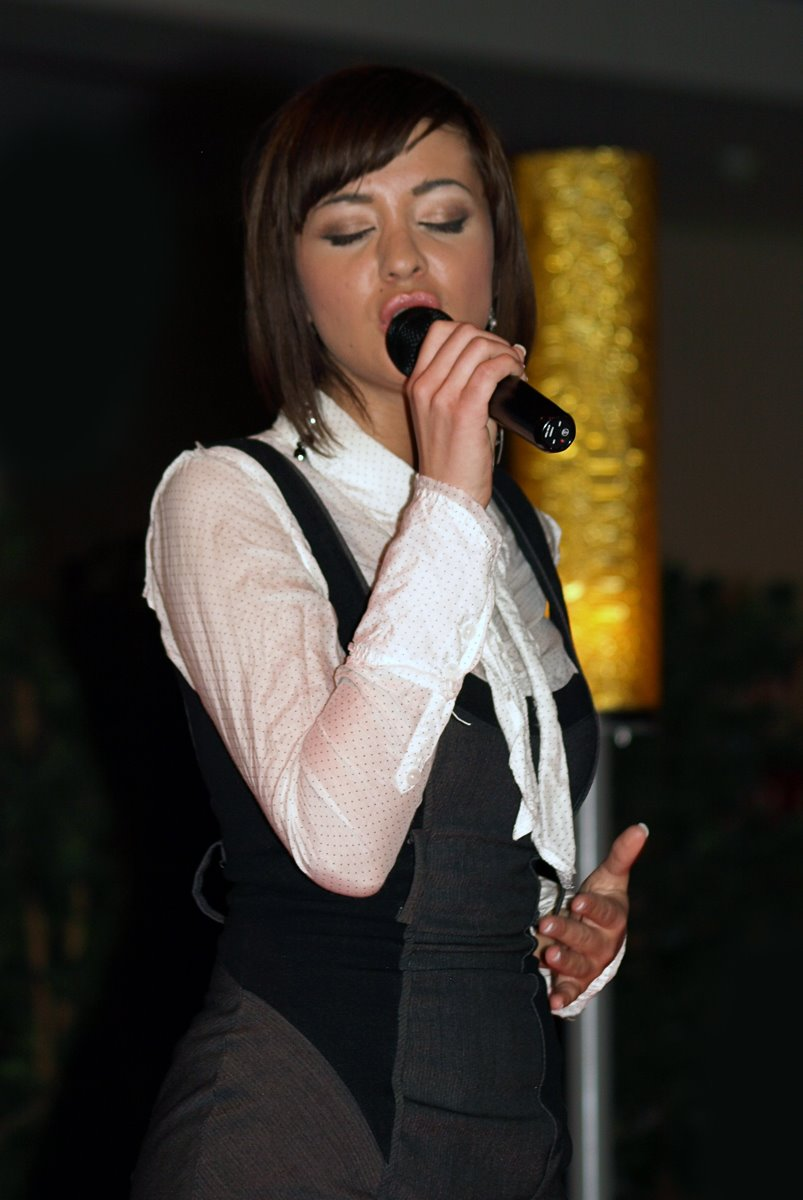
Sanja Grohar em 2008

Sanja Grohar (nascida em 7 de fevereiro de 1984 em Kranj) é uma modelo, cantora e apresentadora de TV eslovena.
Ela ganhou o concurso de Miss Eslovénia em 2005  e participou Miss Mundo 2005. Ela também ganhou o título de melhor Playmate na revista masculina eslovena Playboy.